# کانسنگ‌زایی

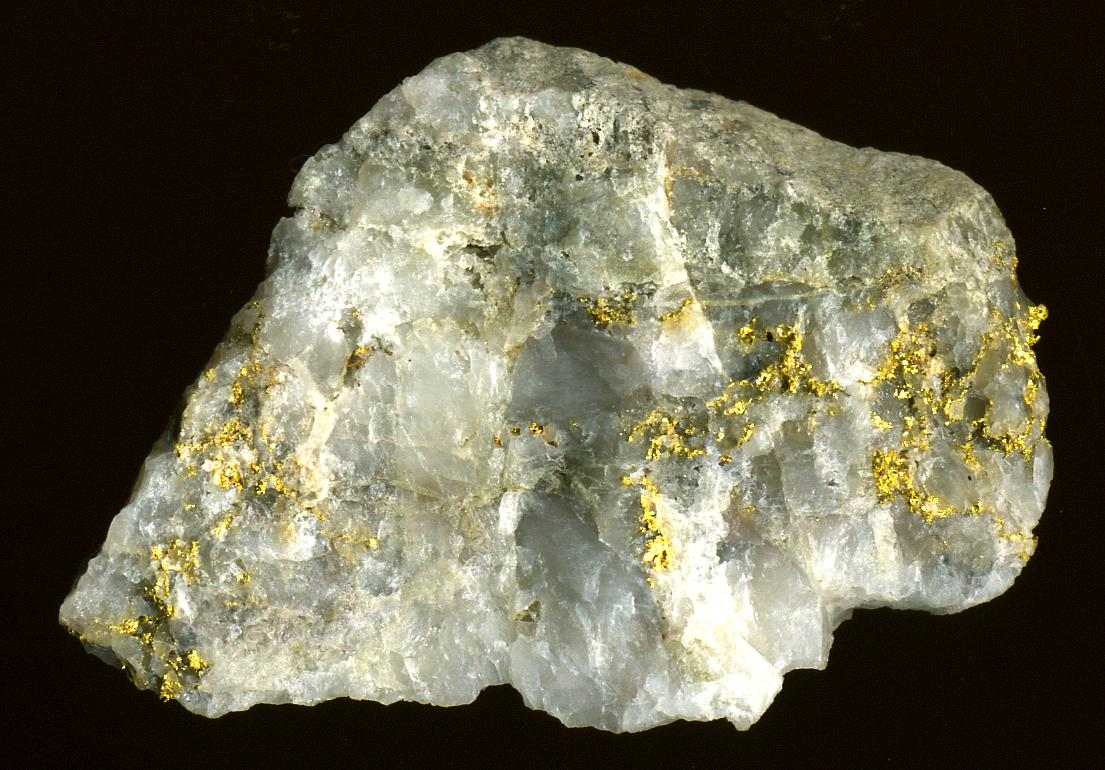
کانسنگ طلا با درجه خلوص بالا از معدن هاروارد در جیمزتاون، کالیفرنیا که یک رگه وسیع کوارتز-طلا در مادر لود کالیفرنیا است. عرض نمونه 3.2 cm است.

کانسنگ‌زایی یا زایش کانسنگ (انگلیسی: Ore genesis) که کانه‌زایی به نیز نامیده می‌شود، به فرایندی گفته می‌شود که طی آن انواع مختلف کانسنگ‌ها و کانسار‌ها در پوسته زمین تشکیل می‌شوند. نظریه‌های متعددی دربارهٔ چگونگی کانسنگ‌زایی وجود دارد که بر پایه کانی یا کالای اقتصادی مورد بررسی، متغیر هستند.
به‌طور کلی هر نطریه کانسنگ‌زایی شامل سه جزء است: منشأ، جابه‌جایی یا مجرای انتقال، و تله. این مراحل در توضیح چگونگی تشکیل نفت خام نیز به‌کار می‌رود و زمین‌شناسان نفت نخستین بار این تجزیه و تحلیل را ارائه کردند.
- منشأ مورد نیاز است زیرا فلز باید از جایی بیاید و با فرآیندی آزاد شود.
- برای انتقال سیالات فلزی یا مواد معدنی جامد به موقعیت فعلی خود ابتدا جابه‌جایی لازم است. جابه‌جایی به عمل حرکت فیزیکی فلز و همچنین به پدیده‌های شیمیایی یا فیزیکی افزایش‌دهنده حرکت، اشاره دارد.
- تله یا به‌دام انداختن برای تغلیظ فلز از طریق مکانیزم فیزیکی، شیمیایی یا زمین‌شناسی و تبدیل آن به غلظتی که کانسنگ قابل استخراج را تشکیل دهد، نیاز است.

بزرگ‌ترین کانسارها زمانی تشکیل می‌شوند که منشأ بزرگ، مکانیسم جابه‌جایی و حمل کارآمد و تله در زمان مناسب فعال و آماده باشد.